# Antonio Camazón

|imagen = 

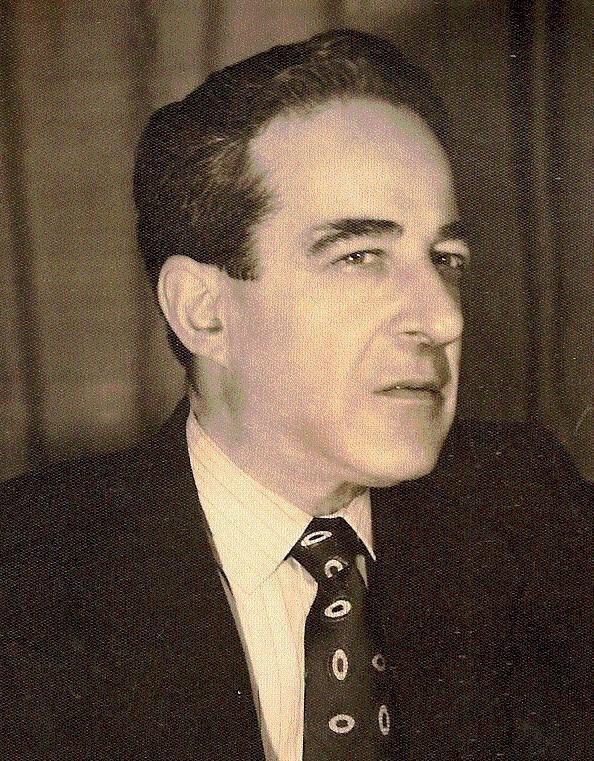
Antonio Camazón.

Faustino Antonio Camazón Valentín (Valladolid, 1901-Jaca, 19 de octubre de 1982) fue un criptógrafo y espía español.

## Biografía
A los doce años se metió como polizón en un barco y llegó a Colombia. Fue repatriado y sus padres lo enviaron a Madrid, donde destacó por su destreza en matemáticas, idiomas y criptografía. Según su sobrino, "iba a dar clases a las embajadas y aprendía francés, inglés y alemán... Fue tertuliano de Santiago Ramón y Cajal en el Café de Chinitas, y lo nombra en su biografía como un aficionado a la criptografía".
Como comisario y alto cargo de la policía republicana, resolvió diversos asesinatos y algún secuestro. Se estrenó como criptógrafo en el norte de África en busca de Abd el Krim, y no solo aprendió árabe: dominaba cuatro idiomas y llegó a conocer hasta doce, incluido el japonés. Durante la Guerra Civil trabajó descifrando mensajes para los servicios de inteligencia de la Segunda República, fue jefe de los servicios técnicos del Departamento Especial de Información del Estado (DEDIDE) y del Servicio de Información Militar (SIM); estuvo en el frente del Ebro y en Tardienta. Ya entonces tuvo noticias de la máquina criptográfica Enigma, porque los alemanes dieron ejemplares de la misma a la Legión Cóndor que ayudaba a los sublevados españoles. Facilitó esa información a los servicios de inteligencia franceses para conseguir informaciones en contrapartida para la República.

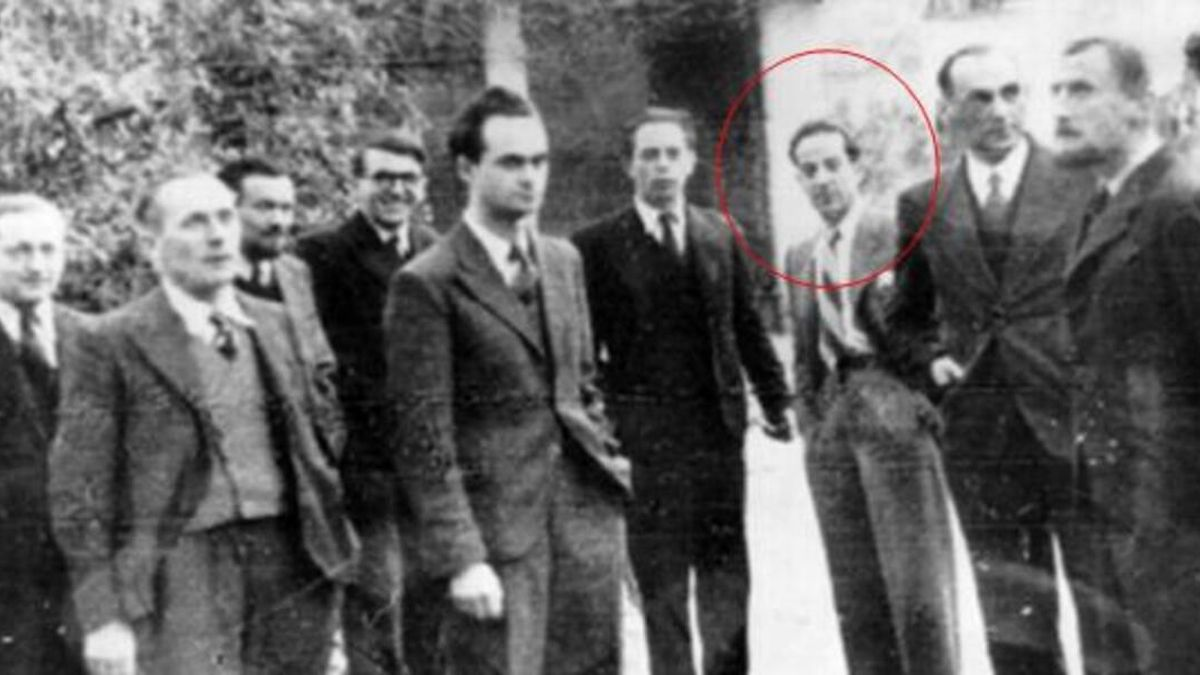
Junto a otros colegas, tercero por la derecha.

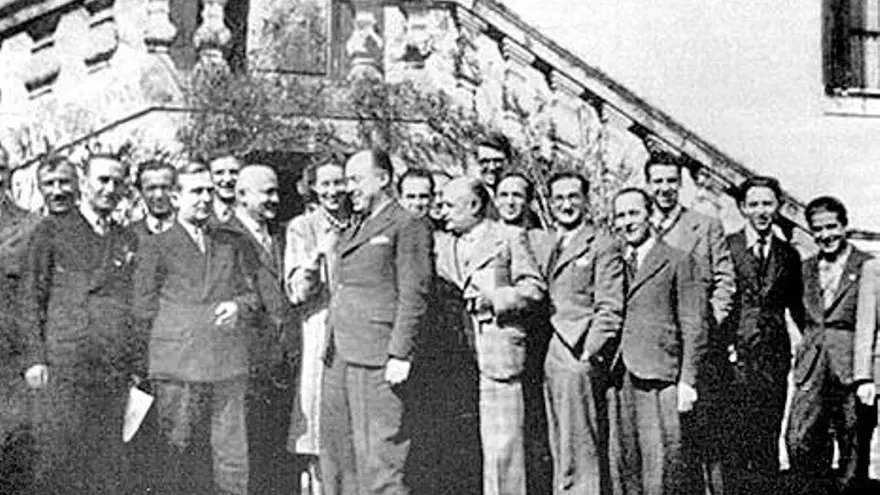
Foto de grupo, tercero por la izquierda.

Al acabar la guerra fue a parar a un campo de concentración francés[¿cuál?] y consiguió filtrar una carta para el servicio de inteligencia de ese país, conocido como Deuxième Bureau y dirigido por George Bertrand. El "Equipo D" estaba integrado por siete españoles exiliados procedentes del servicio secreto de la República (cinco oficiales y dos comisarios), dirigido por Camazón. Así se convirtió en jefe del equipo español PC Bruno (Poste de Commandement Bruno) que colaboró en desentrañar el dispositivo que los alemanes usaron en la II Guerra Mundial con el fin de encriptar los mensajes que coordinaban sus operaciones, con la ayuda de quince criptógrafos polacos y nueve franceses, ya que el servicio secreto francés había sido informado de sus avances contra Enigma en París por los criptógrafos huidos de la invasión de Polonia Marian Rejewski, Jerzy Różycki y Henryk Zygalski, que pasaron a integrar el equipo de Bertrand junto a franceses y españoles.

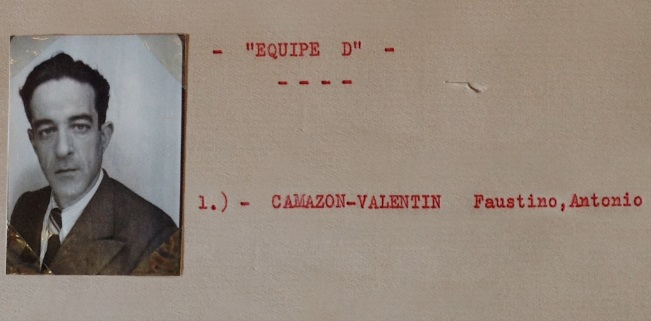
Ficha en "Equipe D".

Bertrand regularizó la situación de estos siete republicanos exiliados españoles para que entraran en el "templo secreto" Bruno, situado en el castillo de Vignolles, al noroeste de París. Pero este equipo internacional criptográfico tuvo que emigrar tras la invasión de Francia cuando el mariscal Pétain firmó en junio de 1940 el armisticio con Hitler. Se desmanteló el puesto Bruno y los criptólogos polacos, franceses y españoles se mudaron al puesto Cádix en el Château des Fouzes, cerca de Uzès (Nîmes) y posteriormente a Argel, donde la tapadera era un almacén de pescados, hasta que fue liberada por los aliados en 1942. Como los alemanes prohibieron que volaran aeronaves, el equipo internacional tuvo que cruzar España en tres aviones, uno de los cuales, el de Camazón, se averió e hizo un aterrizaje de emergencia en Madrid. Le salvó la falsa identidad que había adoptado: André Magnol.
Se tardaron tres años en romper el sistema criptográfico de Enigma. Alan Turing desarrolló para facilitar la tarea Bombe, un ordenador producido en 1939 en el Government Code and Cypher School, en Bletchley Park, a partir del diseño que el criptologista polaco Marian Rejewski elaboró en 1938; y Colossus, una calculadora electrónica. Camazón se unió a las tropas norteamericanas de Eisenhower y fue testigo presencial de la liberación de algunos campos de concentración.
Al acabar la guerra, Camazón volvió a Francia y se jubiló en los servicios secretos franceses. Trabajó en el Deuxième Bureau en el Ministerio de Asuntos Exteriores como experto en Latinoamérica y España; ahí se enteró de que los servicios secretos británicos y norteamericanos habían impedido varios atentados contra Franco. Dos norteamericanos se presentaron en su casa de París, situada en el bosque de Boulogne, y le hicieron una oferta de trabajo muy tentadora por ser "uno de los expertos criptógrafos en la II Guerra Mundial y no ser francés"; sin embargo, él se negó en atención a lo que Francia había hecho por él y sus compañeros. Se jubiló y fue condecorado.

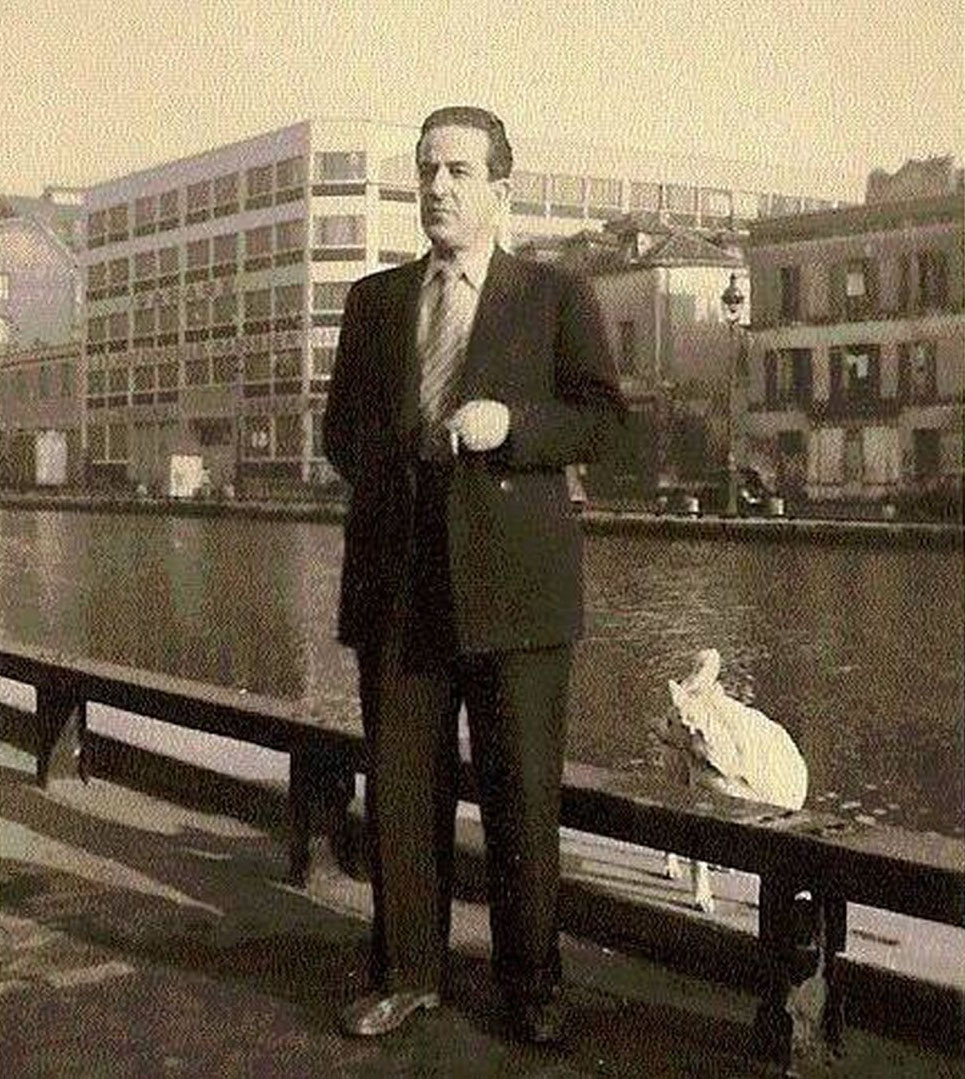
Retrato.

Volvió a España en 1968 gracias a un cuñado canónigo para pasar sus últimos años con su familia, primero en Pau, en el sur de Francia, y luego en Jaca, ya en España, donde recibió muchas visitas y murió.

## Legado
Aunque escribió sus memorias, el manuscrito no ha sido encontrado. Su cultura era tan vasta que su familia guardó incluso un estudio psicoanalítico que dedicó a Miguel de Cervantes y se convirtió en una conferencia impartida en la Sorbona en 1952. Se realizó un documental sobre su figura, Equipo D Los códigos olvidados, dirigido por Jorge Laplace, estrenado en Valladolid, proyectado en el Festival de Cine de Sevilla de 2019 y emitido en La 2 de Radiotelevisión Española el 28 de abril de 2021.
Camazón estaba casado con la enfermera altoaragonesa María Cadena, a la que conoció en 1938; al descubrir que la habían denunciado, le facilitó la huida a Francia[¿cuándo?] dándole una identidad falsa y un guía para pasar los Pirineos, y más tarde se reunieron en París. Acumuló una biblioteca particular de 800 libros en 150 lenguas que fue adquirida por el historiador Guillermo Redondo para la Biblioteca María Moliner de la Universidad de Zaragoza en 1984.